# Stegiacantha petaloides
Stegiacantha là một chi nấm thuộc họ Meruliaceae. Là một chi đơn loài, nó chứa loài duy nhất Stegiacantha petaloides.